# Почесні громадяни Глухова
Звання «Почесний громадянин міста» було введене у 1832 році в Російській імперії. Першим почесним громадянином міста Глухова був Жужома Микола Іванович.

| Портрет | Ім'я                            | Рід діяльності | Дата присвоєння звання | Формулювання |
| ------- | ------------------------------- | --- | ---------------------- | --- |
|         | Жужома Микола Іванович          | Герой Радянського Союзу, командир вогневого взводу 130-го окремого винищувального протитанкового дивізіону 254-ї стрілецької дивізії армії Другого Українського фронту |                        | |
|         | Шемшученко Юрій Сергійович      | Директор Інституту держави і права імені В. М. Корецького НАН України, завідувач відділу конституційного права та місцевого самоврядування, доктор юридичних наук, професор, академік НАН України, академік Академії правових наук України, Іноземний член Російської академії наук | 1995                   | |
|         | Деркач Андрій Леонідович        | Український політик, народний депутат III — IX скликань. Позбавлений звання на сесії Глухівської міської ради 27 січня 2023 р. | 2002 - 2023            | |
|         | Деркач Микола Андрійович        | Глухівський міський голова (1994-2003), начальник управління Сумської ОДА (2003-2005), заступник голови Сумської ОДА з питань ЖКГ, будівництва та архітектури | 2006                   | За значний внесок у розвиток міста Глухова                                                                              |
|         | Роговцева Ада Миколаївна        | Герой України, українська акторка театру та кіно | 2008                   | |
|         | Ситник Микола Петрович          | Доктор технічних наук, доктор будівництва, керівник галузевого відділення Академії будівництва України, лауреат Державної премії СРСР та України, заслужений винахідник України | 2008                   | |
|         | Вашуленко Микола Самійлович     | Український мовознавець, методист, доктор педагогічних наук. Головний науковий співробітник Інституту педагогіки Національної академії педагогічних наук України, випускник Глухівського педагогічного інституту (1961)                                                             | 2008                   | За сприяння у отриманні статусу «Національного» Глухівському педагогічному університету                                 |
|         | П’явка Іван Михайлович          | Ветеран праці, пенсіонер | 2010                   | |
|         | Ткаченко Геннадій Олександрович | Керівник Глухівського ВАТ «Районні електромережі» | 2010                   | За сприяння поліпшенню енергозабезпечення міста                                                                         |
|         | Кужель Михайло Порфирович       | Депутат 11-ти скликань районної та міської рад, директор школи | 2010                   | За вагомий внесок у розвиток освіти Глухівського району та Глухова                                                      |
|         | Грудина Микола Михайлович       | Директор Глухівського МЦПО | 2015                   | за 43 роки педстажу підготував 10 кандидатів у майстри судномодельного спорту, 5 майстрів та понад 200 першорозрядників |
|         | Рубінштейн Ісаак Маркович       | радянський військовий | 2018                   | першим в`їхав на танку в звільнений Глухів – у 1943 році.                                                               |
|         | Єроха Микола Степавнович        | Обдарований поет і музикант | 2021                   | Автор гімну Глухова |

Дошка пошани «Почесні громадяни Глухова»

З метою вшанування осіб, яким рішенням Глухівської міської ради було надано звання «Почесний громадянин Глухова», у 2011 році на площі Рудченка було встановлено Дошку пошани «Почесні громадяни Глухова».